# Louis-Luc Loiseau de Persuis

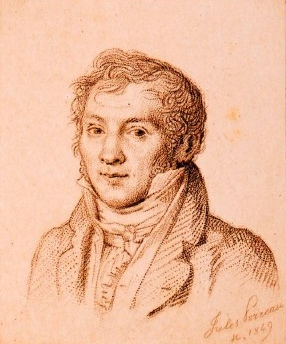
Louis-Luc Loiseau de Persuis.

Louis-Luc Loiseau de Persuis, född den 4 juli 1769 i Metz, död den 20 december 1819 i Paris, var en fransk tonsättare.
Loiseau de Persuis var son till en musikdirektör vid katedralen i Metz. Hans oratorium Le Passage de la mer rouge gavs 1787 med bifall i Concert Spirituel i Paris. Loiseau de Persuis tjänstgjorde dels som violinist, dels som orkesteranförare vid flera teatrar där. Han anställdes 1804 som chef de chant vid Stora operan. Loiseau de Persuis var 1814 generalinspektor vid nämnda operas kapell. Han utnämndes 1817 till direktör där. Sin plats som professor i sång vid konservatoriet hade Loiseau de Persuis måst lämna vid institutets ombildning 1802. Han komponerade en mängd operor.